# Jugoslovanska hokejska liga 1985/86
Sezona 1985/86 jugoslovanske hokejske lige je bila triinštirideseta sezona jugoslovanskega prvenstva v hokeju na ledu. Naslov jugoslovanskega prvaka so sedmič osvojili hokejisti srbskega kluba HK Partizan Beograd. 

## Redni del
| Mesto | Klub                  | OT | DG | PG  | Točke |
| ----- | --------------------- | -- | -- | --- | ----- |
| 1.    | HK Partizan Beograd   | 12 | 59 | 45  | 20    |
| 2.    | HK Jesenice           | 12 | 55 | 37  | 18    |
| 3.    | Kompas Olimpija       | 12 | 31 | 41  | 12    |
| 4.    | HK Crvena Zvezda      | 12 | 32 | 55  | 8     |
|       |                       |    |    |     |       |
| 5.    | HK Kranjska Gora      | 12 | 99 | 40  | 20    |
| 6.    | KHL Medveščak         | 12 | 74 | 49  | 16    |
| 7.    | HK Bosna Sarajevo     | 12 | 63 | 50  | 16    |
| 8.    | HK Cinkarna Celje     | 12 | 68 | 43  | 16    |
| 9.    | HK Vojvodina Novi Sad | 12 | 67 | 76  | 12    |
| 10.   | HK Avtoprevoz Maribor | 12 | 17 | 130 | 1     |

## Končnica

### Finale
Igralo se je na tri zmage po sistemu 1-1-1-1-1, * - po kazenskih strelih.
|  | HK Partizan Beograd | 4:2 | HK Acroni Jesenice | Ledena dvorana Pionir, Beograd |

| Poročilo tekme | Poročilo tekme              | Poročilo tekme  | Poročilo tekme | Poročilo tekme |
| -------------- | --------------------------- | --------------- | -------------- | -------------- |
|                | B. Lomovšek 2, Kavec, Dunda | (1:1, 0:1, 3:0) |                |                |

|  | HK Acroni Jesenice | 3:6 | HK Partizan Beograd | Dvorana Podmežakla, Jesenice |

| Poročilo tekme | Poročilo tekme | Poročilo tekme  | Poročilo tekme                     | Poročilo tekme |
| -------------- | -------------- | --------------- | ---------------------------------- | -------------- |
|                |                | (2:3, 0:2, 1:1) | Kavec 3, B. Lomovšek, Lepša, Dunda |                |

|  | HK Partizan Beograd | 2:3 | HK Acroni Jesenice | Ledena dvorana Pionir, Beograd |

| Poročilo tekme | Poročilo tekme         | Poročilo tekme  | Poročilo tekme | Poročilo tekme |
| -------------- | ---------------------- | --------------- | -------------- | -------------- |
|                | Jovanović, B. Lomovšek | (1:1, 0:1, 1:1) |                |                |

|  | HK Acroni Jesenice | 2:3* | HK Partizan Beograd | Dvorana Podmežakla, Jesenice |

| Poročilo tekme | Poročilo tekme | Poročilo tekme            | Poročilo tekme                | Poročilo tekme |
| -------------- | -------------- | ------------------------- | ----------------------------- | -------------- |
|                |                | (1:0, 1:1, 0:1, 0:0, 0:1) | Kavec, Milovanović, Jovanović |                |

### Za tretje mesto
Igralo se je na dve zmagi po sistemu 1-1-1.
|  | Kompas Olimpija | 4:3 | HK Crvena Zvezda | Hala Tivoli, Ljubljana |

| Poročilo tekme | Poročilo tekme | Poročilo tekme | Poročilo tekme | Poročilo tekme |
| -------------- | -------------- | -------------- | -------------- | -------------- |
|                |                |                |                |                |

|  | HK Crvena Zvezda | 3:6 | Kompas Olimpija | Ledena dvorana Pionir, Beograd |

| Poročilo tekme | Poročilo tekme | Poročilo tekme | Poročilo tekme | Poročilo tekme |
| -------------- | -------------- | -------------- | -------------- | -------------- |
|                |                |                |                |                |

## Končni vrstni red
1. HK Partizan Beograd
2. HK Jesenice
3. Kompas Olimpija
4. HK Crvena Zvezda
5. HK Kranjska Gora
6. KHL Medveščak
7. HK Bosna Sarajevo
8. HK Cinkarna Celje
9. HK Vojvodina Novi Sad
10. HK Avtoprevoz Maribor

## Postava prvakov
- Trener: Pavle Kavčič
- Vratarji: Dominik Lomovšek, Ljubomir Petrović, M. Tolvajdžić
- Branilci: Predrag Bodrožić, Milutin Cvejanović, Andrej Vidmar, Ignac Kavec, Vladimir Kostka, Goran Radović, Vladimir Bednaž
- Napadalci:
  - Krila: Francis Matichuck, Peđa Popović, Lazar Dunda, Dragan Jankov, Branko Vasović, Bojan Milovanović (C), Miloš Miljković, Goran Brelih, Rade Milanović, Andrej Jovanović, Božidar Šutić
  - Centri: Tomaž Lepša, Miloš Piperski, Bojan Bertuš, Blaž Lomovšek